# María García de la Fuente
María García de la Fuente (Madrid, 1977) es una periodista española especializada en medio ambiente. En 2019 se convirtió en presidenta de la Asociación de Periodistas de Información Ambiental (APIA).

## Trayectoria
Se licenció en Periodismo por la Universidad Complutense de Madrid y en Historia por la Universidad Nacional de Educación a Distancia. Comenzó su trayectoria en el periodismo ambiental a finales de la década de 1990, trabajando como redactora en la agencia de noticias Europa Press, llegando a dirigir la sección de medio ambiente del medio. Ocho años después, se incorporó al equipo fundacional del diario Público, dirigiendo la sección de Ciencia.  Además, trabajó en el del gabinete de prensa del Ministerio de Medio Ambiente y Medio Rural y Marino.
A lo largo de su trayectoria ha sido corresponsal en varias Cumbres Internacionales sobre Cambio Climático. Además, ha impartido formaciones sobre medio ambiente en diversas Universidades y ha sido ponente y moderadora en eventos del sector, como el Congreso Nacional de Medio Ambiente o el Congreso de Periodismo de Huesca. También ha colaborado con otros medios especializados como EFE Verde, El Confidencial o El Asombrario, entre otros.
En mayo de 2019 fue nombrada presidenta de la Asociación de Periodistas de Información Ambiental, la organización de periodistas ambientales de España.  Ha sido jurado en varios certámenes en torno al medio ambiente y desarrollo sostenible, como los Premios de Periodismo y Sostenibilidad Orange 2021, el Festival de cine medioambiental de Canarias 2024 o los premios Basque Circular BEST 2025.